# カドシャ・パール
カドシャ・パール（Kadosa Pál, 1903年9月19日 オーストリア＝ハンガリー帝国 レヴァ (現在のスロヴァキア レヴィス) - 1983年4月30日 ブダペスト）は、バルトーク・ベーラ後の世代のハンガリーの作曲家、ピアニスト、ピアノ教師。
初期の作品はハンガリー民謡の影響を受けており、後期はヒンデミットに近い表現主義的な作風となった。

## 略歴
レヴァに生れ、国立ハンガリー音楽院でセーケイ・ゾルターンにピアノを、コダーイに作曲を、ヴェイネルに室内楽を学ぶ。長年フランツ・リスト音楽院のピアノ科主任を務め、教え子にはリゲティ・ジェルジュ、クルターグ・ジェルジ、シフ・アンドラーシュ、コチシュ・ゾルターン、ラーンキ・デジュー、セルヴァンスキー・ヴァレリア、キシュ・ジュラ、カヴァイエ・ロナルド、ヤンドー・イェネ、ケメネシュ・アンドラーシュらがいる。
主な作品に、2曲のヴァイオリン協奏曲（op.19とop.32）、4曲のピアノ協奏曲、交響曲、ディヴェルティメント、室内楽、カンタータ、映画音楽、ラジオドラマ、オペラ『Das Abenteuer von Huszt』がある。歌曲ではハンガリー民謡からのリズムとメロディーの影響が見られる。

## 文献
- Dalos Anna: Kadosa Pál. Budapest, 2003. Mágus K. ISBN 9639433152
- Szabolcsi Bence, Tóth Aladár: Zenei lexikon 2. Zeneműkiadó, Budapest, 1965. 289–290. old.